# Виксбург
Виксбург град је у округу Ворен, Мисисипи (држава), САД, Налази се 377 km сјеверозападно од Њу Орлеанса у Луизијани и 65 km западно од главног града Мисисипија, Џексона.

## Демографија
2000. је у Виксбургу живјело 26.407 становника од чега је 60,43%црнаца и 37,80% белаца.
| Година | Бр. становника |
| ------ | -------------- |
| 1910.  | 20,814         |
| 1920.  | 17,931         |
| 1940.  | 24,460         |
| 2000.  | 26,407         |

## Становништво
| Група             | 2000. | 2010. |
| Белци             |       |       |
| Афроамериканци    |       |       |
| Азијати           |       |       |
| Хиспаноамериканци |       |       |
| Укупно            |       |       |